# Савчик, Фёдор Алексеевич
Фёдор Алексеевич Савчик (1915 год, деревня Кунцевщина — 1975 год) — бригадир полеводческой бригады совхоза имени 10 лет БССР Министерства совхозов СССР, Любаньский район Бобруйской области, Белорусская ССР. Герой Социалистического Труда (1948).
Трудиться начал с 16 лет. Участвовал в Великой Отечественной войне, после которой работал полеводом в совхозе имени 10 лет БССР Любаньского района. С 1947 года возглавлял полеводческое звено.
В 1947 году звено Фёдора Савчика собрало в среднем с каждого гектара по 180 пудов ржи. Указом Президиума Верховного Совета СССР от 24 апреля 1948 года удостоен звания Героя Социалистического Труда с вручением ордена Ленина и золотой медали «Серп и Молот».
Скончался в 1975 году.